# Banovci
Banovci è un insediamento della Croazia, appartenente al comune di Nijemci. Ha circa 400 abitanti, la maggior parte dei quali sono serbi.